# Luiz Felipe Scolari
Luiz Felipe Scolari (n. 9 noiembrie 1948), cunoscut și ca Felipão în Brazilia sau Big Phil în țările anglofone, este un antrenor de fotbal brazilian, câștigător al Campionatului Mondial de Fotbal, în trecut fost fotbalist.

## Statistici

### Antrenor
La 13 iulie 2014.
| Echipa            | Țara           | Început           | Sfârșit            | Rezultate                | Rezultate                | Rezultate                | Rezultate                | Rezultate  |
| Echipa            | Țara           | Început           | Sfârșit            | MJ                       | V                        | E                        | Î                        | Victorii % |
| ----------------- | -------------- | ----------------- | ------------------ | ------------------------ | ------------------------ | ------------------------ | ------------------------ | ---------- |
| CSA               | Brazilia       | 1982              | 1982               | &&&&&&&&&&&&&&-1.1000000 | &&&&&&&&&&&&&&-1.1000000 | &&&&&&&&&&&&&&-1.1000000 | &&&&&&&&&&&&&&-1.1000000 | —          |
| Juventude         | Brazilia       | 1982              | 1983               | &&&&&&&&&&&&&&-1.1000000 | &&&&&&&&&&&&&&-1.1000000 | &&&&&&&&&&&&&&-1.1000000 | &&&&&&&&&&&&&&-1.1000000 | —          |
| Brasil de Pelotas | Brazilia       | 1983              | 1983               | &&&&&&&&&&&&&&-1.1000000 | &&&&&&&&&&&&&&-1.1000000 | &&&&&&&&&&&&&&-1.1000000 | &&&&&&&&&&&&&&-1.1000000 | —          |
| Al-Shabab         | Arabia Saudită | 1984              | 1985               | &&&&&&&&&&&&&&-1.1000000 | &&&&&&&&&&&&&&-1.1000000 | &&&&&&&&&&&&&&-1.1000000 | &&&&&&&&&&&&&&-1.1000000 | —          |
| Brasil de Pelotas | Brazilia       | 1986              | 1986               | &&&&&&&&&&&&&&-1.1000000 | &&&&&&&&&&&&&&-1.1000000 | &&&&&&&&&&&&&&-1.1000000 | &&&&&&&&&&&&&&-1.1000000 | —          |
| Juventude         | Brazilia       | 1986              | 1987               | 8                        | 2                        | 4                        | 2                        | 25         |
| Grêmio            | Brazilia       | 1987              | 1987               | 15                       | 7                        | 4                        | 4                        | 46,67      |
| Goiás             | Brazilia       | 1988              | 1988               | 23                       | 5                        | 11                       | 7                        | 21,74      |
| Al Qadisiya       | Kuweit         | 1988              | 1990               | 35                       | 13                       | 8                        | 14                       | 37,14      |
| Kuweit            | Kuweit         | 27 ianuarie 1990  | august 1990        | &&&&&&&&&&&&&&-1.1000000 | &&&&&&&&&&&&&&-1.1000000 | &&&&&&&&&&&&&&-1.1000000 | &&&&&&&&&&&&&&-1.1000000 | —          |
| Criciúma          | Brazilia       | 1991              | 1991               | &&&&&&&&&&&&&&-1.1000000 | &&&&&&&&&&&&&&-1.1000000 | &&&&&&&&&&&&&&-1.1000000 | &&&&&&&&&&&&&&-1.1000000 | —          |
| Al-Ahli           | Arabia Saudită | 1991              | 1991               | &&&&&&&&&&&&&&-1.1000000 | &&&&&&&&&&&&&&-1.1000000 | &&&&&&&&&&&&&&-1.1000000 | &&&&&&&&&&&&&&-1.1000000 | —          |
| Al Qadisiya       | Kuweit         | 1992              | 1992               | 14                       | 7                        | 6                        | 1                        | 50         |
| Grêmio            | Brazilia       | 1993              | 1996               | 85                       | 35                       | 18                       | 32                       | 41,18      |
| Júbilo Iwata      | Japonia        | 1996              | 1997               | 30                       | 20                       | 0                        | 10                       | 66,67      |
| Palmeiras         | Brazilia       | 1997              | 2000               | 254                      | 127                      | 64                       | 63                       | 50         |
| Cruzeiro          | Brazilia       | 2000              | 2001               | 57                       | 23                       | 16                       | 18                       | 40,35      |
| Brazilia          | Brazilia       | iunie 2001        | 2002               | 24                       | 18                       | 1                        | 5                        | 75         |
| Portugalia        | Portugalia     | 2003              | iunie 2008         | 74                       | 42                       | 18                       | 14                       | 56,76      |
| Chelsea           | Anglia         | 1 iulie 2008      | 9 februarie 2009   | 36                       | 20                       | 11                       | 5                        | 55,56      |
| Bunyodkor         | Uzbekistan     | 8 iunie 2009      | 29 mai 2010        | 38                       | 30                       | 4                        | 4                        | 78,95      |
| Palmeiras         | Brazilia       | 13 iunie 2010     | 13 septembrie 2012 | 154                      | 65                       | 47                       | 42                       | 42,21      |
| Brazilia          | Brazilia       | 28 noiembrie 2012 | 13 iulie 2014      | 29                       | 19                       | 6                        | 4                        | 65,52      |
| Total carieră     | Total carieră  | Total carieră     | Total carieră      | 876                      | 433                      | 218                      | 225                      | 49,43      |

## Palmares

### Antrenor

#### Club
CSA
- Campeonato Alagoano (1): 1982

Al Qadisiya Kuwait
- Kuwait Emir Cup (1): 1989

Criciúma
- Copa do Brasil (1): 1991

Grêmio
- Campeonato Brasileiro Série A (1): 1995–96
- Copa do Brasil (1): 1993–94
- Campeonato Gaúcho (3): 1987, 1995, 1996
- Copa Libertadores (1): 1994–95
- Recopa Sudamericana (1): 1995–96

Palmeiras
- Copa do Brasil (2): 1998, 2012
- Copa Mercosur (1): 1998
- Copa Libertadores (1): 1999
- Torneio Rio-São Paulo (1): 2000
- Copa Sul-Minas (1): 2001

Bunyodkor
- Prima Ligă Uzbecă (1): 2009

#### Internațional
Kuweit
- Gulf Cup of Nations (1): 1990

 Brazilia
- Campionatul Mondial de Fotbal (1): 2002

Locul 4 (1): 2014
- Cupa Confederațiilor FIFA (1): 2013

 Portugalia
- Campionatul European de Fotbal

Finalist (1): 2004
- Campionatul Mondial de Fotbal

Locul 4 (1): 2006

### Ordine
- Medalia Meritului, Order of the Immaculate Conception of Vila Viçosa (House of Braganza)[7]